# 頂鹽田
頂鹽田，是臺灣高雄市橋頭區的一個傳統地域名稱，位於該區西部至西南部。相較於今日行政區，其範圍大致包括頂鹽里不含東南部邊界地帶中段、芋寮里南部、三德里南部、甲南里西部邊界地帶北側，以及楠梓區的藍田里西北端。
本地區境內主要聚落為頂鹽田。

## 歷史
台灣日治初期，頂鹽田地區為一街庄，稱為「頂鹽田庄」（舊制街庄），隸屬於仁壽下里。該庄昔日北與五里林庄為鄰，東與白樹仔庄為鄰，東南邊為九甲圍庄，南邊為下鹽田庄、援中港庄，西南邊及西邊隔典寶溪與茄苳坑庄、大舍甲庄、梓官庄為界。
1901年（日治明治三十四年）11月11日，全台廢縣廳改設二十廳，該庄隸屬於鳳山廳。1904年（明治三十七年）5月3日，該庄編入「仕隆區」，隸屬於鳳山廳。1909年（明治四十二年）10月25日，全台合併二十廳為十二廳，仕隆區改隸屬於臺南廳。1920年（大正九年）10月1日，全台地方制度大改正，廢十二廳改設五州二廳，該庄改制為「頂鹽田」大字，隸屬於高雄州高雄郡楠梓庄（新制街庄）。1924年（大正十三年）12月25日，高雄郡廢郡，楠梓庄改隸屬於岡山郡。1943年（昭和十八年）10月1日，楠梓庄廢庄，本地區改隸屬於岡山街。
戰後岡山街改制為岡山鎮，隸屬於高雄縣，大字亦改制為里。1947年（民國36年）6月1日，岡山鎮拆分出橋頭鄉，本地區改隸屬於橋頭鄉，里亦改制為村。1950年（民國39年）10月1日，高、屏分治，橋頭鄉仍隸屬於高雄縣。2010年（民國99年）12月25日，高雄縣、市合併為直轄高雄市，橋頭鄉改制為橋頭區，村再改制為里。

## 聚落
本地區發展較早的聚落為頂鹽田，在日治初期的官方地圖上已有記載。

## 交通
省道台17線又稱「西部濱海公路」，是甲南至水底寮的幹道，經過本地區西南部。由該道路北行可前往梓官區、彌陀區、永安區東部、路竹區西端等地；南行可前往楠梓區、左營區、鼓山區、三民區等地。
區道高34線是頂鹽田至燕巢的道路，其西側端點（起點）位於本地區中部略偏西北、頂鹽田聚落的南北路路口。
區道高36-1線是五甲林（應為五里林）至九甲圍的道路，經過本地區東部凸出部分。